# ختمانگتسه
ختمانگتسه (به لهستانی:  Hetmanice) یک روستا در لهستان است که در گمینا وسخووا واقع شده‌است.